# Onze-Lieve-Vrouw-van-Troostkapel (Hoegaarden)

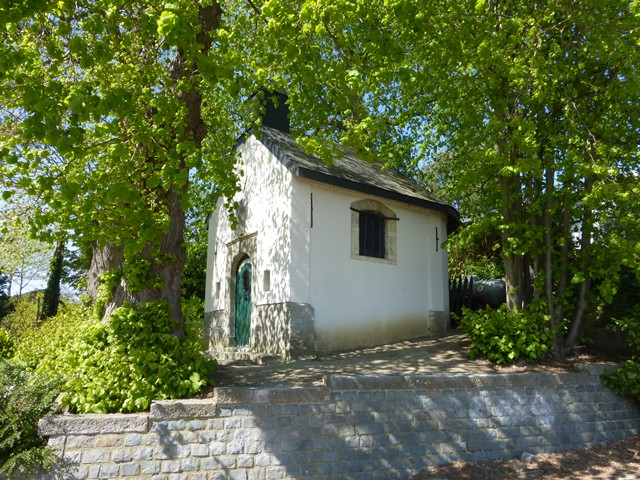
Onze-Lieve-Vrouw-van-Troostkapel

De Onze-Lieve-Vrouw-van-Troostkapel is een kapel in de Vlaams-Brabantse plaats Hoegaarden, gelegen aan Elst.
De kapel, gelegen op een hoogte, stamt mogelijk uit het einde der 18e eeuw. Begin jaren '80 van de 20e eeuw werd de kapel gerestaureerd en in 1984 opnieuw ingezegend.
Het betreft een kapel op rechthoekige plattegrond met halfronde apsis en op het zadeldak boven de ingang een klokkenruitertje. De kapel is omgeven door hoog opgaande lindebomen.
De originele beelden werden overgebracht naar de Sint-Gorgoniuskerk en het Mariabeeld is van 1984.